# Národní rozpočtová rada
Národní rozpočtová rada je nezávislý odborný orgán, jehož hlavním posláním je vyhodnocovat, zda stát a další veřejné instituce dodržují pravidla rozpočtové odpovědnosti daná zákonem č. 23/2017 Sb. Národní rozpočtová rada je tříčlenná. V letech 2018 až 2022 jí předsedala česká ekonomka Eva Zamrazilová. Úkoly spojené s odborným, organizačním, administrativním, personálním a technickým zabezpečením činnosti Rady zajišťuje dle zákona Úřad národní rozpočtové rady.

## Úkoly Národní rozpočtové rady
Úkoly Národní rozpočtové rady stanovuje zákon 23/2017 Sb., o pravidlech rozpočtové odpovědnosti. Patří mezi ně zejména:
- hodnotit plnění číselných fiskálních pravidel (například pravidlo limitu výše dluhu) a předkládat Poslanecké sněmovně zprávy o plnění těchto pravidel,
- zjišťovat výši dluhu a vyhlašovat ji stejným způsobem, jakým se vyhlašují zákony,
- vypracovávat a předkládat Poslanecké sněmovně zprávu o dlouhodobé udržitelnosti veřejných financí,
- sledovat vývoj hospodaření sektoru veřejných institucí,
- vypracovávat stanovisko k výpočtu hodnoty nápravné složky, která slouží k úpravě odchylky skutečného výsledku hospodaření sektoru veřejných institucí od výsledku předpokládaného.

## Členové Národní rozpočtové rady
Národní rozpočtová rada je ze zákona tříčlenná. Předsedu volí Poslanecká sněmovna PČR na návrh Vlády ČR, další dva členy volí rovněž Poslanecká sněmovna PČR, po jednom na návrh Senátu PČR a České národní banky.
Stávajícími členy Národní rozpočtové rady jsou:
- Ing. Mojmír Hampl, MSc., Ph.D. (předseda Národní rozpočtové rady, ve funkci od 1. července 2022, člen Národní rozpočtové rady navržený Senátem, ve funkci od 14. ledna 2022, funkční období šest let),
- Ing. Petr Musil, Ph.D.

- prof. Ing. Jan Pavel, Ph.D. (člen Národní rozpočtové rady navržený Českou národní bankou, ve funkci od 23. ledna 2020, funkční období šest let, předtím ve funkci od 17. ledna 2018 do 17. ledna 2020),

Bývalými člen Národní rozpočtové rady jsou:
- doc. Ing. Eva Zamrazilová, CSc. (předsedkyně Národní rozpočtové rady, ve funkci od 5. ledna 2018 do 30. června 2022, funkční období šest let),

- prof. Ing. Richard Hindls, CSc., dr. h. c. (člen Národní rozpočtové rady navržený Senátem, ve funkci od 29. prosince 2017 do 29. prosince 2021, funkční období čtyři roky)